# Symphurus plagiusa
Symphurus plagiusa är en fiskart som först beskrevs av Carl von Linné 1766.  Symphurus plagiusa ingår i släktet Symphurus och familjen Cynoglossidae. Inga underarter finns listade i Catalogue of Life.